# پورای (استان سیلسیان)
پورای (به لهستانی:  Poraj) یک روستا در لهستان است که در گمینا پورای واقع شده‌است. پورای ۴٬۰۰۰ نفر جمعیت دارد.